# Seznam krajev Unescove svetovne dediščine v Maroku
Svetovna dediščina Organizacije Združenih narodov za izobraževanje, znanost in kulturo (UNESCO) je pomembna za kulturno ali naravno dediščino, kot je opisano v Unescovi konvenciji o svetovni dediščini, ustanovljeni leta 1972. Kulturno dediščino sestavljajo spomeniki (kot so arhitekturna dela, monumentalne skulpture ali napisi), skupine zgradb in najdišča (vključno z arheološkimi najdišči). Naravne značilnosti (ki jih sestavljajo fizične in biološke tvorbe), geološke in fiziografske tvorbe (vključno s habitati ogroženih vrst živali in rastlin) ter naravna območja, ki so pomembna z vidika znanosti, ohranjanja ali naravne lepote, so opredeljena kot naravna dediščina. Kraljevina Maroko je konvencijo sprejela 28. oktobra 1975, zaradi česar so njena zgodovinska mesta upravičena do vključitve na seznam. V Maroku je devet območij svetovne dediščine, vsa izbrana zaradi njihovega kulturnega pomena.
Prvo mesto v Maroku, Medina v Fesu, je bilo vpisano na seznam na 5. zasedanju Odbora za svetovno dediščino, ki je potekalo v Parizu v Franciji leta 1981. Najnovejši napis, Rabat, moderna prestolnica in zgodovinsko mesto: skupna dediščina, je bil dodan na seznam leta 2012. Poleg tega Maroko ohranja nadaljnjih 13 nepremičnin na poskusnem seznamu. Maroko je bil dvakrat član Odbora za svetovno dediščino.

## Mesta svetovne dediščine
Unesco navaja območja po desetih merilih; vsaka prijava mora izpolnjevati vsaj enega od kriterijev. Kriteriji od i do vi so kulturni, od vii do x pa naravni.
| Ime                                                      | Slika                                                                                                 | Lega (regija v Maroku)    | Leto vpisa | UNESCO kriteriji                   | Opis |
| -------------------------------------------------------- | --- | ------------------------- | ---------- | ---------------------------------- | --- |
| Staro mestno jedro Fesa                                  | A view of the medina, with several old buildings and two minarets                                     | Fès-Meknès                | 1981       | 170; ii, v (kulturno)              | Fes je bil ustanovljen v 9. stoletju, dosegel vrhunec kot glavno mesto Marinidskega sultanata v 13. in 14. stoletju in ostal glavno mesto države do leta 1912. Medina je eno najobsežnejših in najbolje ohranjenih starih mest v muslimanskem svetu. Glavni spomeniki segajo v srednjeveško obdobje in vključujejo mošeje, medrese, palače in fontane. |
| Medina Marakeša                                          | A minaret in brick with detailed decorations, some palm trees around                                  | Marakeš–Safi              | 1985       | 331; i, ii, iv, v (kulturno)       | Marakeš je bil ustanovljen leta 1070 kot prestolnica dinastije Almoravidov. Kasneje je postal prestolnica dinastije Almohadov, vse do 13. stoletja, ko so prestolnico preselili v Fes. V mestu so številni spomeniki, vključno mošeja Kutubija (na sliki), trg Džema el-Fna, palača El Badi, palača El Bahia, Saadijske grobnice, več mošej in medres. Medina ostaja živo mesto, ki ohranja svojo tradicionalno arhitekturo, obrt in trgovino.                                                                                               |
| Ksar Ait-Ben-Hadu                                        | A fortified settlement with densely packed buildings and watchtowers in an arid environment           | Drâa-Tafilalet            | 1987       | 444; iv, v (kulturno)              | Ksar Ait-Ben-Hadu je ksar, utrjena vas, reprezentativen primer naselja v južnem Maroku. Stala je na transsaharski trgovski poti med Timbuktujem in Marakešem. Glinaste stavbe so strnjene tesno skupaj, obrambni zidovi pa so utrjeni z vogalnimi stolpi. Nekatere hiše so okrašene z motivi v glineni opeki. Najzgodnejše stavbe Ait-Ben-Haduja izvirajo iz 17. stoletja, čeprav so bile gradbene tehnike v regiji prisotne že v prejšnjih obdobjih.                                                                                        |
| Staro mestno jedro Meknesa                               | Richly decorated city gates, with tiles and stonework                                                 | Fès-Meknès                | 1996       | 793; iv (kulturno)                 | Meknes so v 11. stoletju ustanovili Almoravidi. V 17. stoletju ga je sultan Moulay Isma'il ibn Šarif iz rodbine Alavi postavil za svojo prestolnico in naročil obsežne gradbene projekte, vključno z monumentalnimi obrambnimi zidovi in obzidjem ter kazbo Mulaja Ismaila. Zasnova mesta vključuje tako islamske kot evropske vidike arhitekture in urbanističnega načrtovanja. Na sliki je Bab Mansur al-'Alj. |
| Arheološko najdišče Volubilis                            | Ruins of a Roman city. A large mosaic in front and columns in the background                          | Fès-Meknès                | 1997       | 836bis; ii, iii, iv, vi (kulturno) | Volubilis je bil ustanovljen v 3. stoletju pred našim štetjem kot glavno mesto Mavretanije. Takrat je bil pomembna rimska postojanka in v 8. stoletju za kratek čas prestolnica rodbine Idrisidov. Potem mesto ni bilo zasedeno skoraj tisoč let. Zaradi tega so bili ostanki dobro ohranjeni, in je Volubilis eno najbogatejših najdišč za arheologijo v Severni Afriki. Ostanki prikazujejo interakcije različnih kultur Sredozemlja skozi stoletja. Na sliki je mozaik iz rimskega obdobja. Leta 2008 je prišlo do manjše spremembe meje. |
| Medina Tetouana                                          | Densely packed buildings of the medina. Houses have white walls and there are walls and some minarets | Tanger-Tetouan-Al Hoceima | 1997       | 837; ii, iv, v (kulturno)          | Tetouan, ki je južno od Gibraltarskega preliva, je služil kot povezovalna točka med Marokom in Andaluzijo od 8. stoletja naprej. Po rekonkvisti so ga obnovili begunci, ki so jih pregnali Španci, andaluzijski vpliv pa je jasno viden v umetnosti in arhitekturi. V naslednjih stoletjih je služil kot stičišče španske in arabske civilizacije. Četrt medina je med najmanjšimi v Maroku, vendar je dobro ohranjena. |
| Staro mestno jedro Essaouira                             | A view on the city walls and houses from the shore                                                    | Marrakesh-Safi            | 2001       | 753rev; ii, iv (kulturno)          | Mesto Essaouira je ustanovil alavijski sultan Sidi Mohamed ben Abdala v drugi polovici 18. stoletja z namenom vzpostavitve velikega pristanišča in trgovskega središča. Mesto so zasnovali francoski arhitekti, ki so sledili načelom francoskega vojaškega inženirja markiza Vaubana. V poznem 18. in 19. stoletju je bilo mesto Essaouira eno glavnih atlantskih trgovskih središč med Afriko in Evropo. Danes mesto ohranja predvsem svoj evropski videz.                                                                                 |
| Staro mesto Mazagan v mestu El Džadida                   | A view of the city, with houses and minarets                                                          | Casablanca-Settat         | 2004       | 1058rev; ii, iv (kulturno)         | V začetku 16. stoletja so Portugalci zgradili utrjeno kolonijo Mazagão kot eno od postaj na poti v Indijo. Obdržali so ga do leta 1769. Mestne utrdbe so sledile načelom renesančne vojaške tehnike z zvezdasto zasnovo utrdbe. Znotraj obzidja je ohranjenih več zgodovinskih stavb, vključno z manuelinsko cerkvijo Marijinega vnebovzetja in cisterno. |
| Rabat, sodobna prestolnica z zgodovinskim mestnim jedrom | People walking along the monumental fortress walls                                                    | Rabat-Salé-Kénitra        | 2012       | 1401; ii, iv (kulturno)            | Rabat je bil obnovljen kot prestolnica Francoskega protektorata od leta 1912 do leta 1930. Mesto je dober primer urbanističnega načrtovanja zgodnjega 20. stoletja in je eden največjih in najbolj ambicioznih urbanističnih projektov tega obdobja v Afriki. Sodobno mesto združuje stavbe iz prejšnjih obdobij, vključno z kazbo Udajev iz 12. stoletja (obzidje na sliki), Hasanov stolp ter obzidjem in nasipom Almohadov. |

## Poskusni seznam
Poleg območij, vpisanih na Seznam svetovne dediščine, lahko države članice vodijo seznam začasnih območij, ki jih lahko upoštevajo pri nominaciji. Nominacije za seznam svetovne dediščine so sprejete samo, če je bilo območje predhodno uvrščeno na poskusni seznam. Maroko na svojem poskusnem seznamu navaja 14 nepremičnin.
| Ime                                                     | Slika                                                                         | Lega (regija v Maroku)    | Leto vpisa | UNESCO kriteriji           | Opis |
| ------------------------------------------------------- | ----------------------------------------------------------------------------- | ------------------------- | ---------- | -------------------------- | --- |
| Moulay Idriss Zerhoun                                   | Inner court of a mosque with tiles on the floor and a yellow minaret          | Fès-Meknès                | 1995       | ii, iv, vi (kulturno)      | Mesto je na pobočju gore Zerhoun v 8. stoletju ustanovil Idris I., prvi večji muslimanski vladar Maroka. V mestu so številni verski spomeniki, med njimi kompleks mavzoleja Idrisa I. (na sliki). |
| Taza in Velika mošeja                                   |                                                                               | Fès-Meknès                | 1995       | ii (kulturno)              | Taza, ki je na strateški lokaciji na križišču med vzhodom in zahodom države, je postala pomembna v 12. stoletju v obdobju Almohadov, ko je bilo zgrajenih več obrambnih struktur, vključno z zidovi in bastijoni. Iz tega obdobja je tudi Velika mošeja. V njej je masiven lestenec (na sliki). |
| Mošeja Tinmal                                           | Horseshoe arches in the mosque                                                | Marrakesh–Safi            | 1995       | ii, v (kulturno)           | Mošeja, ki stoji v vasi Tinmel v Visokem Atlasu, je bila zgrajena v spomin na Ibn Tumarta, ustanovitelja rodbine Almohadov. |
| Mesto Lixus                                             | Ancient ruins with remains of standing columns                                | Tanger-Tetouan-Al Hoceima | 1995       | ii, iii, iv (kulturno)     | Po mnenju antičnih avtorjev je bil Lixus eno prvih mest v zahodnem Sredozemlju. Naseljen je bil od 8. stoletja pred našim štetjem do 14. stoletja našega štetja. Obstaja pet glavnih stratigrafskih faz, feničanska, punska, mavretanska, rimska in islamska. Kompleks vključuje ostanke več predrimskih in rimskih templjev ter velik kompleks za proizvodnjo soljenega mesa.                                        |
| El Gour                                                 | A large burial mound made of stone blocks                                     | Fès-Meknès                | 1995       | iii (kulturno)             | El Gour je tumulus ali grobnica, zgrajena v 4. stoletju pred našim štetjem za pomembno osebo. Zgrajena je iz klesanih kamnitih blokov, razporejenih v obliki krožnih stopnic. |
| Jama Taforalt                                           | Entrance to a cave, archaeological equipment                                  | Oriental                  | 1995       | v (kulturno)               | Jama Taforalt je pomembno arheološko najdišče iz obdobja paleolitika. Izkopavanja so odkrila artefakte iz iberomavrske litske industrije, pa tudi nekropolo s približno sto posamezniki iz ljudstva Mechta-Afalou, ki segajo približno 20.000 let nazaj. |
| Narodni park Talassemtane                               | A river gorge and a broken bridge                                             | Tanger-Tetouan-Al Hoceima | 1998       | vii, x (naravno)           | Narodni park, ki je blizu mesta Chefchaouena, ima apnenčaste formacije, kot so gorski vrhovi, soteske, jame in pečine. Je dom endemične jelke Abies pinsapo. |
| Območje zmajevega drevesa ajgal                         | Dragon tree in front of a building                                            | Souss-Massa               | 1998       | vii, viii, ix, x (naravno) | Območje predstavlja predstepski ekosistem in je dom endemičnih rastlinskih vrst, vključno z Dracaeno draco ajgal (Navadna zmajevka), znano tudi kot zmajevo drevo (na sliki), in arganovo drevo. |
| Narodni park Khenifiss                                  | Desert dunes with some water in the background                                | Guelmim-Oued Noun         | 1998       | vii, x (naravno)           | Laguna, ki pokriva 60.000 ha, ponuja različne habitate v sicer strogem puščavskem okolju. Na tem območju so našli prazgodovinske arheološke ostanke. |
| Narodni park Dakhla                                     |                                                                               | Dakhla-Oued Ed-Dahab      | 1998       | x (naravno)                | Območje je bogato s številnimi živalskimi in rastlinskimi vrstami, ki živijo v sušnem podnebju. Obala je dom populaciji morskih medvednic. Park je na spornem ozemlju Zahodne Sahare. |
| Oaza Figuig                                             | Settlement in an oasis, a minaret, palm trees and mountains in the background | Oriental                  | 2011       | iii, iv, v (kulturno)      | Za oazo v pogorju Ksour blizu meje z Alžirijo je značilna tradicionalna zemeljska arhitektura. Vodni viri podpirajo gojenje datljevih palm, številni vrtovi, namakalni kanali in ribniki ustvarjajo drugačno mikro klimo kot v okoliški puščavi. |
| Casablanca, mesto dvajsetega stoletja, stičišče vplivov | Buildings in Casablanca from the early 20th century                           | Casablanca-Settat         | 2013       | ii, iv (kulturno)          | Središče Casablance je bilo v celoti zgrajeno v 20. stoletju. Arhitektura odseva ideje in vplive različnih arhitekturnih slogov iz Severne Afrike, Evrope in Združenih držav, vključno z neomavrskim, neoklasicizmom in art decojem. |
| Niz oaz v Tighmertu, predsaharska regija Vadi Noun      |                                                                               | Guelmim-Oued Noun         | 2016       | iii, iv, v (kulturno)      | Niz oaz leži vzdolž Vadi Nouna v dolžini 30 km. Vsebujejo utrjene vasi ali ksarje in palmove nasade. Zaradi lege na čezsaharskih trgovskih poteh so oaze središča letnih in tedenskih tržnic. Na tem območju so številne arheološke ostaline. |
| Zgodovinski center Tetouana                             | Fountain with palms and city with white houses going uphill in the background | Tanger-Tetouan-Al Hoceima | 2024       | ii, iv, v (kulturno)       | Tétouan je na strateški lokaciji blizu Gibraltarskega preliva. Naselile so ga družine, ki so zapustile Andaluzijo v 15. stoletju. V začetku 20. stoletja je postalo glavno mesto španskega protektorata v Maroku. Zgodovinsko središče ima dva dela, medino s tradicionalno islamsko arhitekturo in Ensanche ('prizidek'), ki so ga zgradili Španci po urbanističnem načrtu, značilnem za španska mesta 19. stoletja. |